# Pillars of Eternity 2: Deadfire
Pillars of Eternity 2: Deadfire ist ein Computer-Rollenspiel des amerikanischen Spieleentwicklers Obsidian Entertainment, das im Mai 2018 als Nachfolger zu Pillars of Eternity für Windows, macOS und Linux auf den Markt kam. Konsolenversionen für PlayStation 4 und Xbox One, die sämtliche Zusatzinhalte zum Spiel enthalten, wurden Ende Januar 2020 veröffentlicht. Das Spiel wurde mit Hilfe einer Crowdfunding-Kampagne über die Plattform Fig finanziert.

## Handlung
Die Handlung von Pillars of Eternity 2 setzt fünf Jahre nach den Ereignissen des ersten Teils an. Unter der ehemaligen Spielerfestung Caed Nua erwacht Eothas, der totgeglaubte Gott des Lichts und der Wiedergeburt, in Form einer riesigen Steinstatue zum Leben. Die Statue hinterlässt eine Schneise der Verwüstung und zahlreiche Tote. Auch die aus dem Vorgänger bekannte Spielerfigur, der Wächter, ringt mit dem Tod. Doch Berath, der Gott des Todes, bringt den Wächter wieder zurück ins Leben und beauftragt ihn, Eothas zu verfolgen und seine Ziele aufzudecken. Der Weg führt den Spielercharakter und seine Begleiter in die Inselwelt des Todesfeuer-Archipel (engl.: Deadfire Archipelago).

## Spielprinzip
Obwohl ein Spielstand aus dem Vorgänger importiert werden kann, aus dem einige Entscheidungen übernommen und reflektiert werden, muss der Spieler seinen Hauptcharakter zu Beginn neu kreieren. Er kann für seine Figur wie üblich Geschlecht, Rasse und Klasse festlegen. Die Charakterentwicklung wurde im Vergleich zum Vorgänger stark überarbeitet und die Gruppengröße um eine Figur reduziert. Das Grundprinzip des Spiels ist dagegen gleich geblieben: Die Spielerfigur und ihre nunmehr maximal vier Begleiter werden vom Spieler auf isometrischen Spielkarten über ein Point-and-Click-Interface gesteuert. Die Gruppe übernimmt Aufträge und bekämpft gegnerische Kreaturen, um dadurch Erfahrungspunkte zu sammeln und die Figuren weiterentwickeln zu können. Viele Missionen sind auf unterschiedliche Weise lösbar, unter anderem auch im Dialog. Es existieren vier Fraktionen, die unterschiedliche Ziele verfolgen und zu denen der Spieler durch seine Entscheidungen eine positive oder auch feindliche Beziehung aufbauen kann. Eine zentrale Anlaufstelle ist das Schiff des Spielers, standardmäßig Defiant benannt, die in vielfacher Weise modifiziert und ausgebaut werden kann. Mit Hilfe der Defiant erkundet der Spieler die Spielwelt und gelangt so zu den unterschiedlichen Inseln des Archipels.

## Entwicklung
Pillars of Eternity 2 wurde wie der Vorgänger mit Hilfe einer Crowdfunding-Kampagne mit Hilfe der Fans des Entwicklerstudios Obsidian Entertainment entwickelt. Die Kampagne startete am 26. Januar 2017 auf der Plattform Fig, mit dem Finanzierungsziel von 1,1 Millionen US-Dollar. Dieses Ziel wurde bereits innerhalb eines Tages erreicht und konnte bis zum Ende der Kampagne auf Zusagen von 4,4 Millionen US-Dollar gesteigert werden. Damit schloss die Kampagne etwas erfolgreicher als beim Vorgänger ab und ermöglichte die Umsetzung einiger zusätzlicher Funktionen und Spielinhalte.

## Rezeption
Das Spiel erhielt mehrheitlich positive Wertungen (Metacritic: 88 %).

„Das ist technisch, erzählerisch und spielerisch eines der besten Rollenspiele alter Schule, eine edle Schatzkiste voller Abenteuer. Ihr werdet versinken.“

„Haben die Entwickler mit Pillars of Eternity noch in bekannten Gewässern gefischt, haben sie sich jetzt wirklich (pardon) auf das offene Meer hinaus gewagt. Denn Pillars of Eternity 2 fühlt sich nicht mehr nur nach Baldur's Gate oder nostalgischer Erinnerung an. Es ist zu einem eigenen Spiel herangewachsen, das munter das Genre um neue und clevere Ideen bereichert.“

Nach Aussage eines Crowdinvestors fielen die Verkaufszahlen des Spiels enttäuschend aus. Anhand der Gewinnausschüttung wurde eine Zahl von rund 110.000 verkauften Kopien vermutet. Game Director Joshua Sawyer bestätigte diese Einschätzungen indirekt, indem er 2019 auf die Frage nach einer möglichen Fortsetzung die Verkaufszahlen von Pillars of Eternity 2 als „relativ niedrig“ bezeichnete. Das Spiel habe sich trotz dreifach höherer Vorbestellerzahlen und ähnlich guter Kritiken wie beim Vorgänger schlechter verkauft, ohne dass das Studio eine gute erkennbare Begründung für den schlechteren Absatz habe ausmachen können. Daher fehle auch ein Ansatz, um mögliche Fehler bei einem Nachfolger beheben zu können, weshalb eine Fortführung der Reihe in der bisherigen Form unwahrscheinlich sei. Lediglich Tyranny habe sich schlechter verkauft, während das gleichzeitig entstandene The Outer Worlds sowohl bei Kritikern als auch kommerziell als Erfolg galt.